# Louise des Pays-Bas
Titres
Reine consort de Suède et de Norvège
8 juillet 1859 – 30 mars 1871
(11 ans, 8 mois et 22 jours)
Princesse héritière consort de Suède et de Norvège
(Duchesse de Scanie)
19 juin 1850 – 8 juillet 1859
(9 ans et 19 jours)
Signature
Louise des Pays-Bas (en néerlandais Wilhelmina Frederika Alexandrina Anna Louise van Oranje-Nassau), née le 5 août 1828 à La Haye et morte le 30 mars 1871 à Stockholm, est une princesse des Pays-Bas, devenue reine consort de Suède et de Norvège en 1859, à la suite de son mariage en 1850 avec le futur Charles XV.

## Biographie
Louise d'Orange-Nassau est fille du prince Frédéric d'Orange-Nassau, le frère cadet du roi Guillaume II des Pays-Bas, et de Louise de Prusse, la sœur de l'empereur Guillaume Ier.
Elle épouse le prince héritier Charles, duc de Scanie le 19 juin 1850 à Stockholm et devient reine consort de Suède et de Norvège le 8 juillet 1859.
De cette union naîtront deux enfants :
- la princesse Louise de Suède et de Norvège (1851-1926), reine consort du Danemark par son mariage avec Frédéric VIII ;
- le prince Carl Oscar de Suède et de Norvège, duc de Södermanland (1852-1854).

Son mariage est arrangé pour l'énorme dot attendue, bien qu'elle soit en réalité très petite. Son union avec Charles est malheureuse car il trouve Louise peu attrayante et est infidèle.
Peu populaire en raison de son effacement, elle a une personnalité timide et calme à l'opposé du roi. Elle ne s’intéresse pas à la politique, plus préoccupée par ses devoirs domestiques, essayant de devenir la femme idéale de son temps et portant « l'Ornement de Silence ».
Sa santé se dégrade vite, ayant même des crises de convulsions.
Elle a employé la première femme dentiste de Suède, Rosalie Fougelberg, en 1867.

## Lieu d’inhumation
La reine Louise a été inhumée dans la crypte située sous la chapelle Bernadotte de l’église de Riddarholmen de Stockholm.

## Titulature
- 5 août 1828 - 19 juin 1850 : Son Altesse Royale la Princesse Louise des Pays-Bas, Princesse d'Orange-Nassau.
- 19 juin 1850 - 8 juillet 1859 : Son Altesse royale la princesse héritière consort de Suède et de Norvège, duchesse de Scanie.
- 8 juillet 1859 - 30 mars 1871 : Sa Majesté la reine de Suède et de Norvège.

Armoiries de la Princesse héritière Louise de 1850 à 1859.

## Fratrie
- Willem Frederic Nicolas Karel (1833-1834)
- Willem Frederic Nicolas Albert (1836-1846)
- Wilhelmina Frederika Alexandrine Anna Marie (1841-1910)